# Mura di Siena

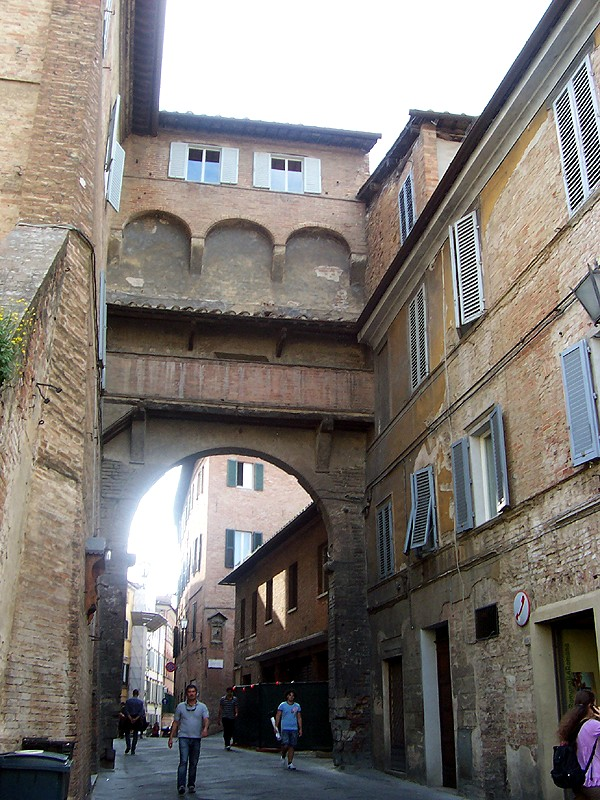
La Porta San Maurizio

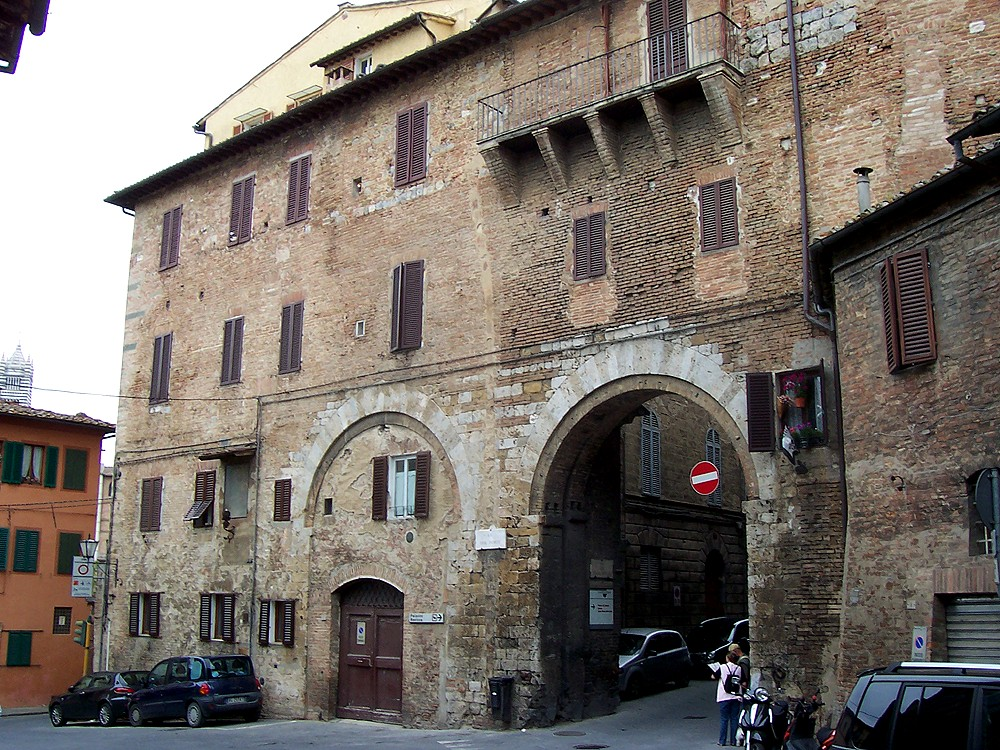
L'arco delle Due Porte

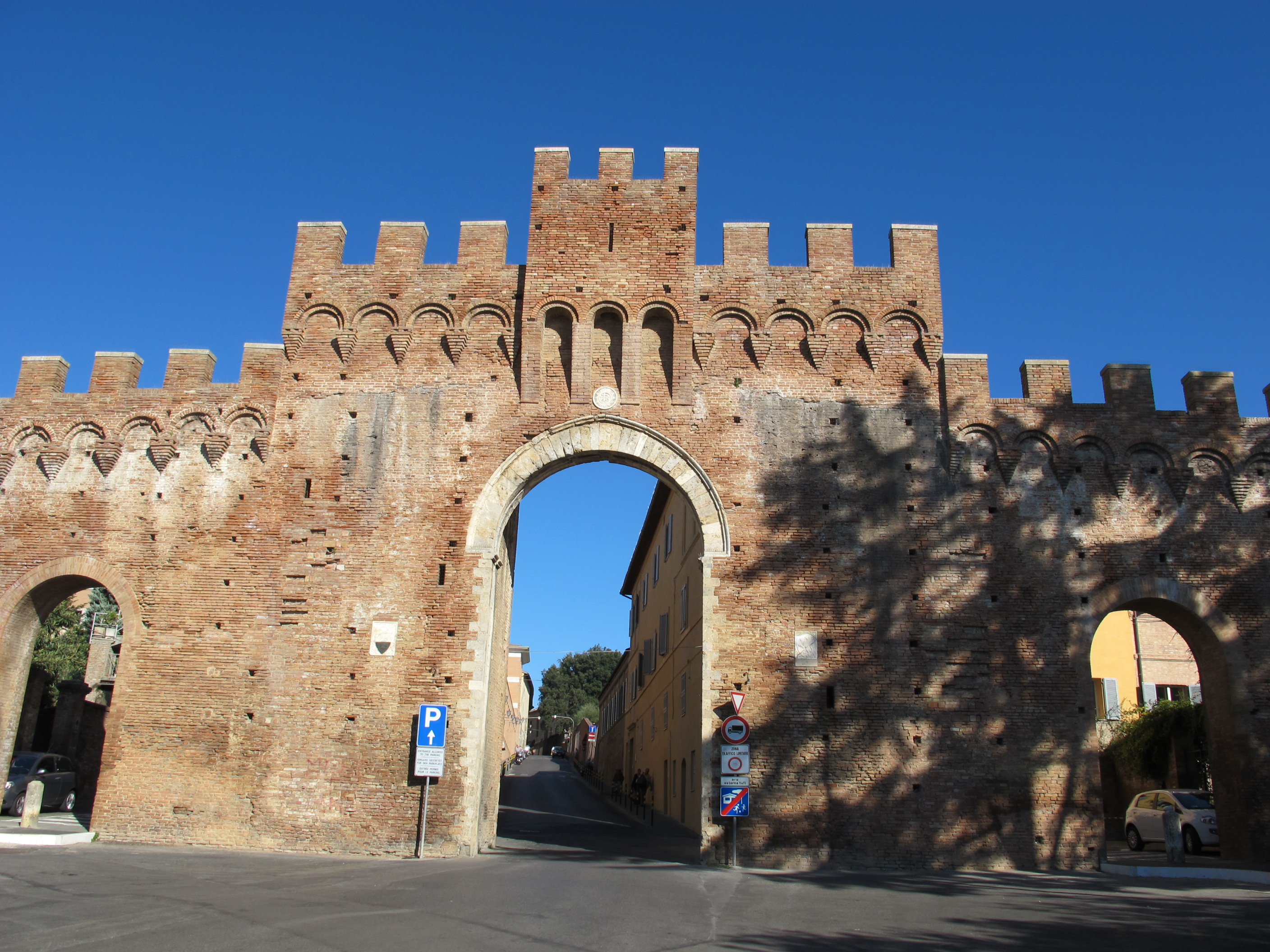
La Porta Tufi

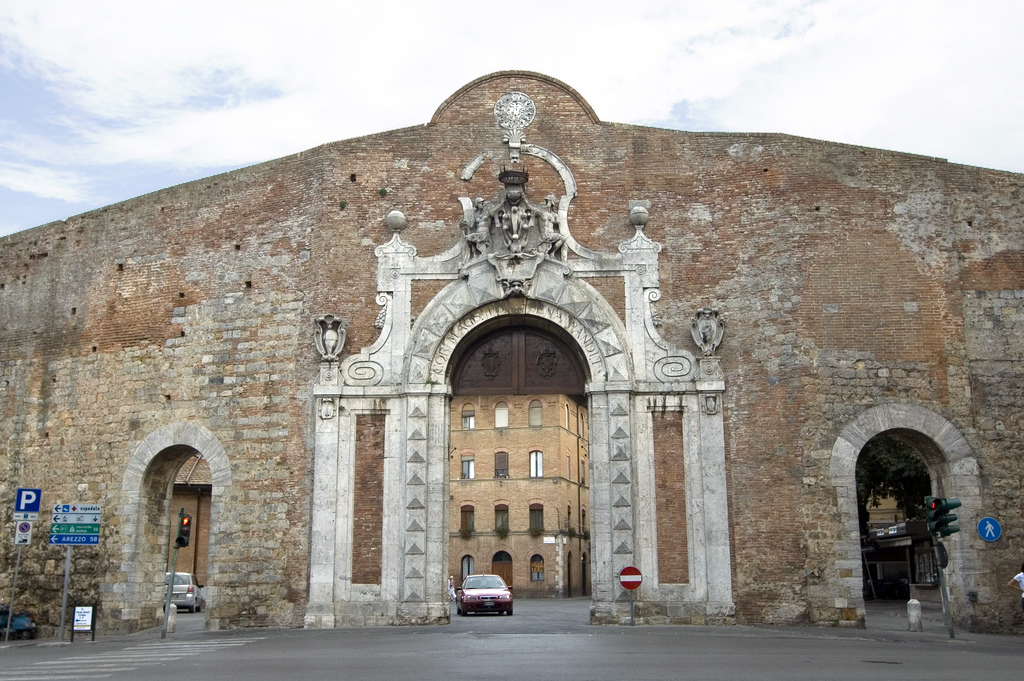
La Porta Camollia

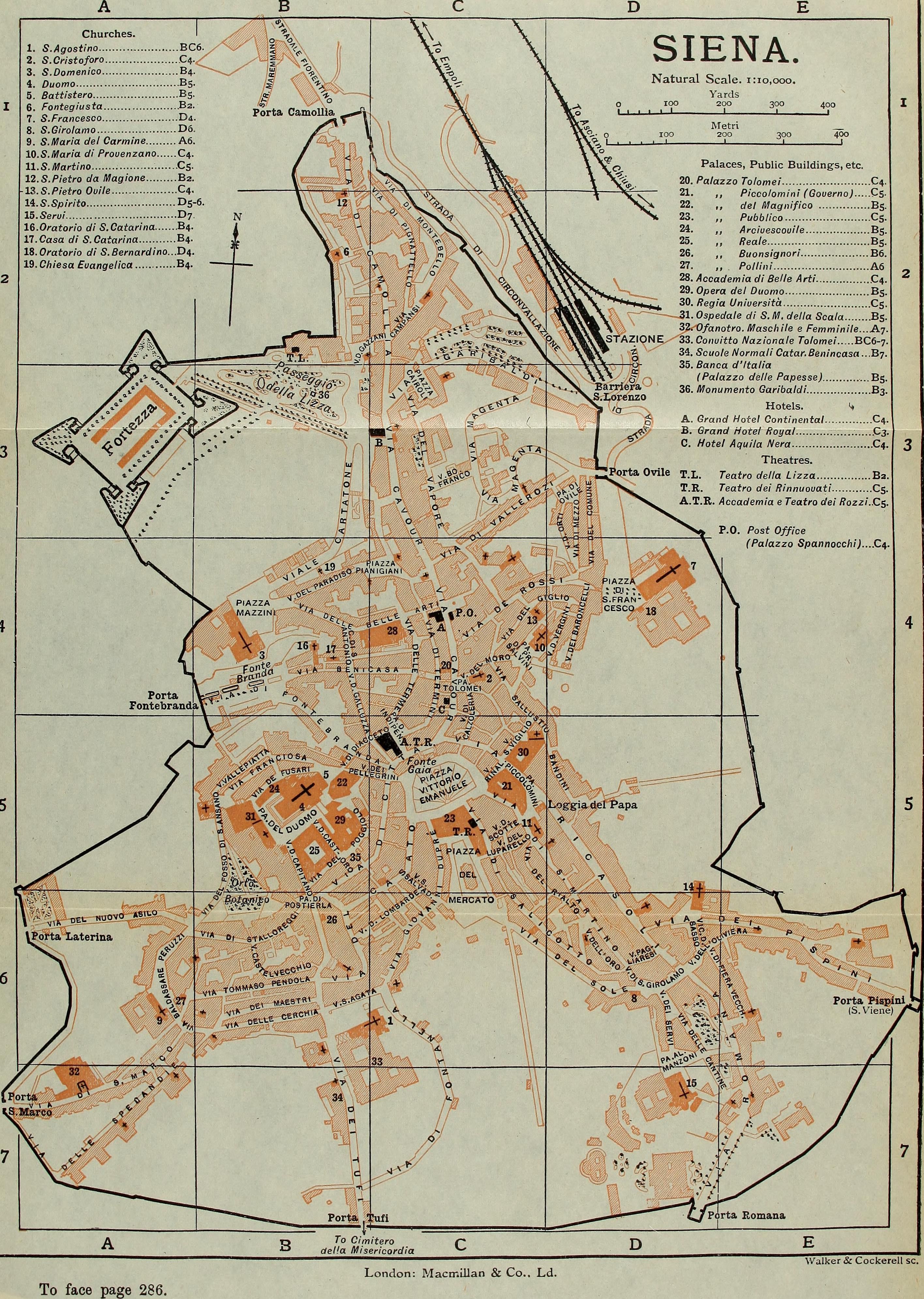
Pianta di Siena del 1911, con il dettaglio della cinta muraria più esterna

Le mura di Siena sono l'antica cerchia difensiva della città. Risalenti soprattutto al medioevo, sono in larga parte conservate.

## Storia e tracciato

### Primo nucleo
Non si hanno notizie di mura dell'antica Saena Julia, cittadina secondaria dell'Etruria etrusca prima e romana poi. Una prima cerchia di mura risale all'alto medioevo e comprendeva la città "vecchia", cioè Castelvecchio, e la zona della platea epicolapale, cioè la zona del duomo e tutte le pertinenza. La prima cerchia correva dietro l'attuale complesso di Santa Maria della Scala, lungo la via Francigena dei Pellegrini per affacciarsi lungo lo slargo del Campo, dove si apriva, almeno dall'XI secolo, la Porta Salaria, corrispondente all'attuale Costarella dei Barbieri. Proseguivano lungo via del Casato di Sotto fino alla Porta Oria, su via del Capitano, poi in via Tommaso Pendola e in via del Fosso di Sant'Ansano, dove si aprivano le Due Porte, poi dette di Vallepiatta o dei Canonici; infine seguendo l'avvallamento ancora oggi inedificato, costeggiavano la parte posteriore degli edifici lungo via del Capitano, con un’ultima porta, detta del Verchione.

### Ampliamento della prima metà del XII secolo
A differenza di altre città italiane, forse per la natura impervia del territorio, a Siena non si ebbero nuove cerchie murarie che inglobavano le precedenti, ma piuttosto si trattò sempre di ampliamenti, ora su un lato, ora sull'altro, che inglobavano nuove zone riallacciandosi al tracciato esistente. Talvolta si superava un tracciato esistente, smantellandolo. Nella prima metà del XII secolo si ebbe un significativo ampliamento, che andò a inglobare tutta la zona del Mercatale (attuali piazza del Campo e piazza del Mercato) e buona parte del terzo di Camollia, dove passava la Francigena, fino all'attuale Porta Camollia, punto più a nord del tracciato.
Alle porte già esistenti si aggiunsero la Porta Salaria, su via di Fontebranda, la Porta di San Prospero, sull'attuale viale Rinaldo Franci, la Porta di Pescaia, in via di Fontegiusta, la già citata Camollia, la porta di San Vigilio, oggi dietro palazzo Salimbeni, la Porta dei Provenzani, vicino a Santa Maria di Provenzano, e la vecchia Porta Romana, che si trovava all'altezza di Santo Spirito.

### Terzo ampliamento
A partire dal 1180 a fino all'inizio del nuovo secolo si ebbe un successivo ampliamento che riguardò la parte est del Terzo di Camollia e quella sud del Terzo di Città. da Porta Camollia venne teso un lungo filo di mura che arriva tuttora fino alla Porta San Lorenzo, poi la Porta a Ovile e la Porta dei Frati Minori, in corrispondenza di piazza San Francesco. Seguono la Porta dei Salvani, la porta di Follonica, l'antica Porta di San Maurizio al Ponte (oggi l'arco in via di Pantaneto), la Porta di Val di Montone (o del Borgo Nuovo di Santa Maria). Lungo Castelvecchio si susseguivano poi la Porta di San Giuseppe, la Porta all'Arco e la Porta Oria (Aurea).

### Quarto ampliamento
A metà del XIII secolo si procedette a un altro ampliamento, che riguardò il terzo di San Martino. Nuove porte furono quelle di Busseto, di San Viene, di Fontebranda e la seconda Porta Romana, questa volta spostata a sud fino al piazzale dove si trova il Museo della Società degli esecutori di pie disposizioni.
Nel 1270, per migliorare la difesa cittadina contro i nemici provenienti da nord (essenzialmente Firenze e i suoi alleati) si costruì l'antiporto di Camollia.

### Quinto ampliamento
Nel pieno dell'espansione economica, sociale ed artistica cittadina, dal 1290 si avviò un nuovo ampliamento, che inglobò tutta la parte sud della città fino al confine murario tuttora esistente. La cinta, dotata di torri, avviava dall'esistente Porta di Busseto a Porta Pispini, poi all'attuale Porta Romana, proseguendo per Porta Tufi, Porta San Marco e Porta Laterina. Il progetto originario prevedeva dimensioni ben più ampie, ma restò in larga parte inattuato.

### Ampliamento quattrocentesco
Dopo la crisi demografica della peste nera (1348), la città restò a lungo spopolata entro le proprie mura. Solo nel Quattrocento venne ampliata una porzione in modo da cingere la basilica di San Francesco, fino ad allora rimasta al di fuori. Non fu aperta nessuna nuova porta.

### Fortificazioni medicee
Dopo la presa da parte dei fiorentini, al tempo della dominazione medicea, la città non presentava problemi di fortificazione, se non quelli legati alla difesa dei fiorentini contro possibili insurrezioni. Per questo le mura di Siena non vennero aggiornate "alla moderna", ma ci si limitò a costruire il forte di Santa Barbara (1560) a pianta stellare, collocato a nord ovest della città.